# Ànecs (Alexandre de Riquer)
Ànecs és una pintura sobre tela feta per Alexandre de Riquer i Inglada el 1890 i que es troba conservada actualment a la Biblioteca Museu Víctor Balaguer, amb el número de registre 244 d'ençà que va ingressar el 26 d'abril de 1892, de mans del mateix artista.

## Descripció
Representació d'un conjunt de quatre ànecs volant amb les ales esteses en escorç cap a la dreta, a distàncies diferents respecte al primer terme i sobre un fons de cel ennuvolat.

## Inscripció
Al quadre es pot llegir la inscripció "A. de Riquer"; "1890".